# Franz Aenderl

Franz Xaver Aenderl und Katharina Grampp, ca. 1917

Franz Xaver Aenderl (* 25. November 1883 in Steinweg bei Regensburg; † 20. Oktober 1951 in Kulmbach) war ein deutscher Politiker (USPD, KPD, SPD und Bayernpartei).

## Leben
Aenderl absolvierte nach dem Abschluss der Mittelschule eine kaufmännische Lehre. Bis 1919 arbeitete er als Versicherungskaufmann, unterbrochen vom 1914 bis 1918 geleisteten Kriegsdienst im Ersten Weltkrieg. Während eines Heimaturlaubs heiratete er im Juni 1918 die 31-jährige Katharina Grampp aus Metzdorf bei Kulmbach, die er 1913 bei einem Besuch der Richard-Wagner-Festspiele in Bayreuth kennengelernt hatte. 1919 wurde er aus der Kriegsgefangenschaft entlassen, im selben Jahr kam seine Tochter Luise Antonie zur Welt.
Von 1919 bis 1924 war er als hauptamtlicher Parteisekretär in Regensburg tätig: Ursprünglich für die USPD und nach deren Vereinigung mit der KPD für die VKPD, die sich ab 1922 wieder KPD nannte. Da seine Frau in Kulmbach (Reichelstraße 3) wohnhaft blieb, führte er in jenen Jahren mit ihr eine „Wochenendehe“ mit wechselseitigen Besuchen.
Im August 1924 wurde er wegen seiner oppositionellen Haltung zum linkssektiererischen Kurs der KPD-Zentrale um Ruth Fischer aus der KPD ausgeschlossen. Dadurch verlor er auch seine berufliche Stellung als hauptamtlicher Parteisekretär. Allerdings war er bereits seit 1920 Abgeordneter des Bayerischen Landtags. Nach dem Ausschluss aus der KPD wurde er wieder Mitglied der SPD und bei den folgenden Landtagswahlen auch wieder in den Landtag gewählt, bis ihm 1931 durch das Bayerische Verfassungsgericht das Abgeordnetenmandat aberkannt wurde. In den Landtagsdebatten zeigte sich der talentierte Redner kämpferisch, scharfzüngig und mitunter aufbrausend. Die Monarchisten empörte er, als er 1923 das Haus Wittelsbach als „Erbübel“ bezeichnete. Hitlers Münchner Statthalter, den Generalkommissar Gustav von Kahr, überzog er mit beißendem Spott: „Kleinere Geister als jetzt haben noch nie in Bayern regiert“. Für die zunehmend erstarkenden Nationalsozialisten wurde er zum Hassobjekt.
Von 1925 bis 1933 lebte Aenderl als Schriftsteller in Kulmbach, wo er ab 1931 als Versicherungsvertreter tätig war. Obwohl er seit 1931 kaum noch politisch in Erscheinung getreten war, wurde er nach dem „Rathaussturm“ vom 9. März 1933 mit 27 weiteren Personen in „Schutzhaft“ genommen und erst Mitte April wieder freigelassen. Am 22. Mai 1933 wurde er unter dem Vorwurf, er habe seine Versicherungsvertretung genutzt, um Kontakte zu früheren Genossen herzustellen, in Bamberg erneut verhaftet und in das dortige Landgerichtsgefängnis eingeliefert. Unter der Auflage, als Tagelöhner zu arbeiten, wurde er am 1. Juni nach Kulmbach entlassen und erhielt zudem Schreibverbot.
Im August 1934 erfuhr er, dass seine Wohnung von der Gestapo durchsucht und er selbst möglicherweise in ein Konzentrationslager deportiert werden sollte. Daraufhin floh er ohne Gepäck und Papiere in die Tschechoslowakei und 1938 weiter über Polen und Dänemark nach Großbritannien. Erst spät war es ihm möglich, seiner Familie geheime Lebenszeichen zukommen zu lassen. Im Mai 1940 wurde ihm die deutsche Staatsbürgerschaft entzogen. Während seines fünf Jahre währenden Exils in London hielt er sich durch Zeitungsbeiträge und Radiosendungen für die BBC über Wasser. Intensiven Kontakt hielt er mit emigrierten Linken, aber auch mit bayerischen Föderalisten. Letztere sollten sein Denken in den letzten Lebensjahren prägen. 1942 und 1943 war er Sprecher in katholischen Sendungen des Londoner Rundfunks und gründete die Vereinigung Bavariancircle. 1943 veröffentlichte er die Broschüre Bavaria, the problem of German federalism, die 1947 auch auf Deutsch erschien.
Auf Wunsch des bayerischen Ministerpräsidenten Wilhelm Hoegner, der ihn in seiner Regierungserklärung als Vorbild für Mannesmut würdigte, kehrte Aenderl am 18. März 1946 nach Deutschland zurück. Die Kontaktaufnahme zur SPD verlief für ihn ernüchternd, er fühlte sich missachtet und sah sich in einem Brief an Hoegner vom 1. Oktober jenes Jahres als „Fremdkörper in Bayern“. Im Dezember 1946 wurde er Mitglied der Bayernpartei.
Als Redakteur arbeitete er bei der Mittelbayerischen Zeitung in Regensburg, ehe er 1947 schwer krank erneut nach Kulmbach zog. Seine ebenfalls schwer kranke Frau starb im Februar 1951, ein halbes Jahr später erlag Franz Aenderl selbst einem Krebsleiden. Die beiden wurden auf dem Kulmbacher Friedhof in einem gemeinsamen Grab bestattet.